# Nirguna Brahman
Nirguṇa brahman (devanāgarī: निर्गुण ब्रह्मन्, nirguṇa brahman) est une expression composée de nirguṇa, qui signifie en sanskrit (et dans d'autres langues indiennes comme le hindi), « dépourvu de qualités » ou « sans qualité », « sans les trois qualités (les gunas: sattva, rajas, tamas) », et de Brahman qui veut dire « absolu » ou encore « au-delà de tout attribut ». Au sens courant, nirguṇa signifie toujours nirguṇa brahman, c'est-à-dire « Dieu (intemporel) »). 

## Nirguna et saguna
Dans la philosophie indienne, nirguṇa brahman désigne le Divin transcendant non manifesté ou encore l'Absolu et s'oppose au saguṇa brahman : l'Absolu avec attributs. Selon les traditions dans l'hindouisme, issues aux différents courants créés au cours des siècles, des divinités comme Vishnu ont été considérées comme nirguna brahman et d'autres comme Krishna comme appartenant à la foi saguna. Se rattachent au courant nirguna des auteurs comme Kabir, Ravidas et Nanak et au courant saguna Tulsidas, Sûr-Dâs et Mirabai. 

## Nirguṇa brahman dans le Vedānta
Dans le Vedānta et plus particulièrement dans l'Advaita Vedānta, nirguṇa brahman correspond à la Conscience pure universelle qui est sans attribut ou sans qualification. 